# هشنة
هشنة هي قرية في مقاطعة نمين، إيران. عدد سكان هذه القرية هو 94 في سنة 2006.